# Giulio Bonasone

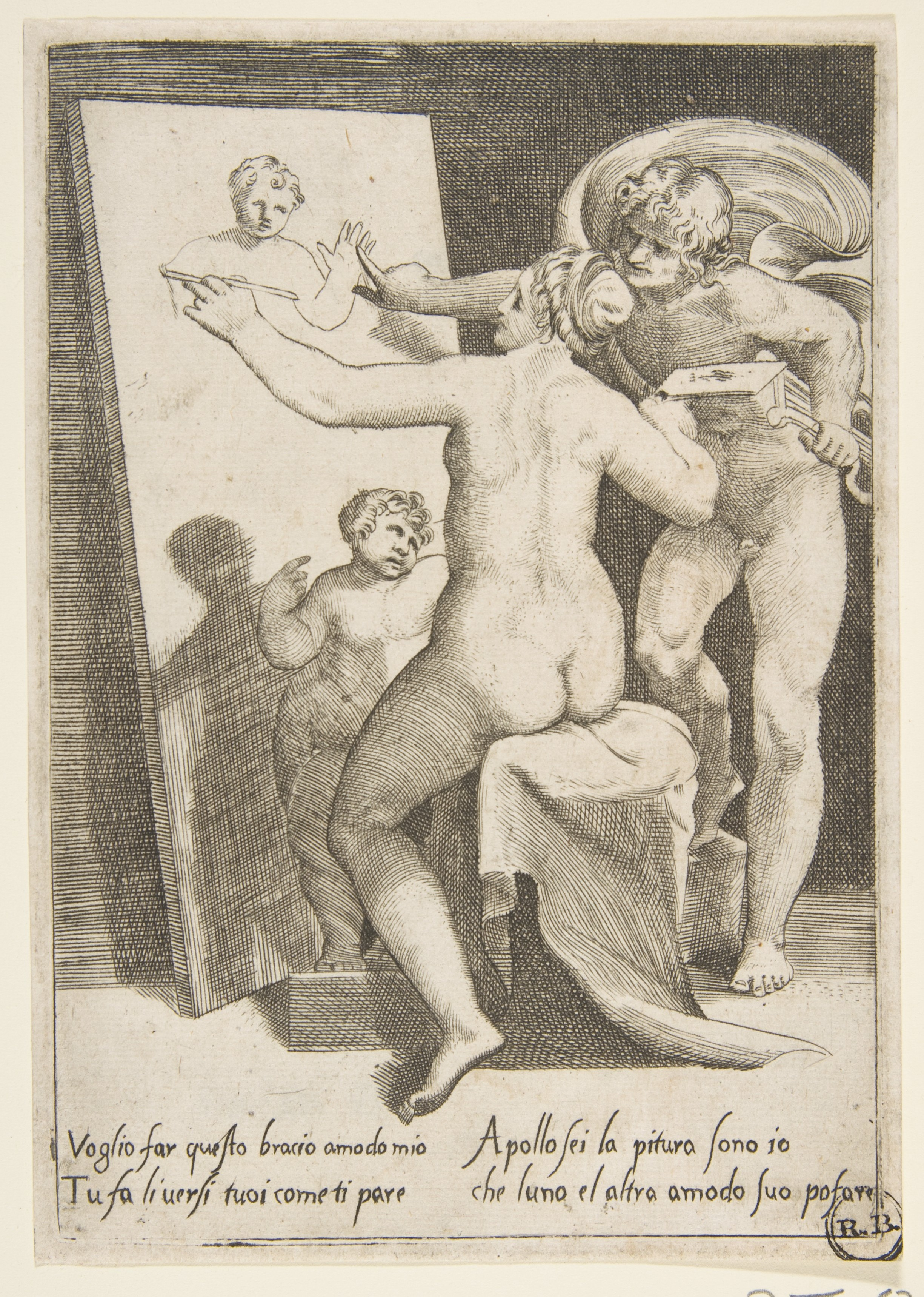
Apolo y la alegoría de la pintura; grabado de la serie de Los amores de los dioses, Nueva York, Metropolitan Museum of Art.

Giulio Bonasone (ft. 1531-1574) fue un dibujante y grabador italiano activo en Bolonia y Roma.

## Biografía y obra

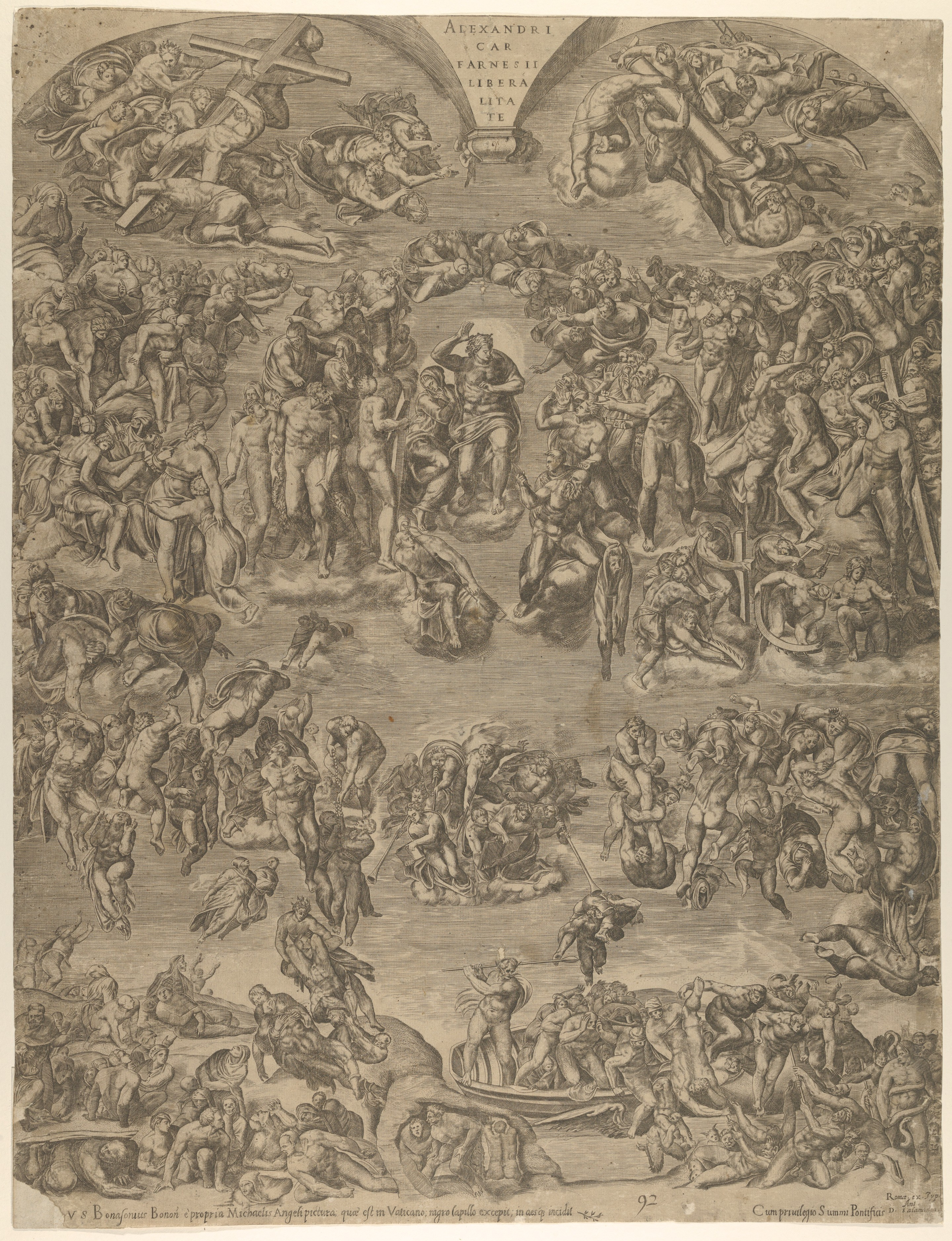
El Juicio Final de la Capilla Sixtina según Miguel Ángel, grabado impreso en Roma por Antonio de Salamanca.

Aunque grabador prolífico, apenas se dispone de datos documentales con los que establecer su biografía. Nacido en Bolonia, su actividad artística queda comprendida entre 1531 y 1574, según las fechas límite de los grabados datados. La firma como impresores en varios de ellos de Antonio Lafreri y Antonio de Salamanca hace pensar en una estancia prolongada en Roma. En cualquier caso, en 1561 debía de estar de vuelta en Bolonia, pues aparece inscrito como miembro de la compagnia delle Arti y, según Malvasia, en diversos momentos ocupó en ella cargos de gobierno. También según Malvasia Bonasone habría sido, como pintor, discípulo de Lorenzo Sabatini, lo que no parece probable teniendo en cuenta que Sabatini nació hacia 1530. Por lo demás, con los actuales conocimientos, no es posible juzgar el trabajo de Bonasone como pintor pues, aunque algunas fuentes mencionan ciertas pinturas hechas por él, nada de ello se ha conservado.
Malvasia, que se ocupa de su trabajo como grabador dentro de la biografía de Marcantonio Raimondi y de su labor como pintor dentro de la biografía de Sabatini, le atribuyó doscientos cincuenta y cinco grabados, que otras fuentes elevan a más de trescientos, abiertos a buril y, a partir de 1561, también al aguafuerte, técnica que podría haber aprendido de Parmigianino, completando por lo común el aguafuerte con el buril. En muchos casos se trata de grabados por invención propia, pero también son numerosas las estampas de reproducción de obras de Miguel Ángel, Rafael (Santa Cecilia, 1531), Tiziano, Giulio Romano (San Jorge, 1574), Parmigianino y Polidoro da Caravaggio, entre otros. Del primero grabó por dibujo propio, además del Juicio Final del testero de la Capilla Sixtina, que sirvió de modelo para otros grabadores, algunos detalles de los frescos de la bóveda (Creación de Eva), adaptando en algún caso la superficie pictórica a la rectangular de la estampa, como en la Judit de una de las pechinas. También abrió grabados de la Virgen al pie de la cruz pintada por Miguel Ángel para Vittoria Colonna y del dibujo del Rapto de Ganimedes que el maestro florentino regaló a Tommaso Cavalieri, utilizado en dos de las ilustraciones de las Symbolicarum quaestionum de Achille Bocchi (1551), una colección de 151 emblemas cuyas imágenes se atribuyen a Bonasone, si bien ninguna de ellas se encuentra firmada.
El desnudo, tanto masculino como femenino, constituye uno de los ejes fundamentales de su producción. Bonasone se interesó por el estudio del cuerpo humano, al que dedicó una serie de trece figuras anatómicas, y por la mitología grecolatina, que permitía justificar el desnudo artístico. De ella extrajo una parte importante de los motivos que le sirvieron como fuente de inspiración para los grabados de su invención, a los que pertenecen los agrupados en las series Amori sdegni et gielosie di Giunone (Amores, desdenes y celos de Juno), con versos propios, y los más libres Amorosi diletti degli dei (Los amores de los dioses), en los que se cruzan influencias de Parmigianino y Marcantonio Raimondi con las de los venecianos.